# Takashi Mukaibō
Takashi Mukaibō (向坊 隆, Mukaibō Takashi, 24 mars 1917 – 4 juillet 2002) est un chimiste et ingénieur nucléaire japonais.
Nommé en tant que premier attaché scientifique à l'ambassade du Japon à Washington D.C. en 1954, Mukaibo joue un rôle important dans la coordination de l'accord sur l'énergie atomique avec les États-Unis.
Après son retour au Japon, il est doyen de la faculté d'ingénierie de l'université de Tokyo dont il occupe le poste de président de 1977 à 1981.
Mukaibo est considéré comme un pionnier dans le domaine de l'utilisation de l'énergie nucléaire au Japon. Il encourage la production d'énergie nucléaire pendant toute sa carrière et sert comme président du Japan Atomic Industrial Forum 1992 à 2000.

## Source de la traduction
- (en) Cet article est partiellement ou en totalité issu de l’article de Wikipédia en anglais intitulé « Takashi Mukaibo » (voir la liste des auteurs).